# Jupiaba anteroides
Jupiaba anteroides är en fiskart som först beskrevs av Géry, 1965.  Jupiaba anteroides ingår i släktet Jupiaba och familjen Characidae. Inga underarter finns listade i Catalogue of Life.